# Overdose
Overdose es el segundo EP (tercero en general) de la boyband chino-surcoreana EXO, lanzado por S.M. Entertainment y distribuido por KT Music el 7 de mayo de 2014. Está precedido por su EP especial Miracles in December lanzado en diciembre de 2013. Overdose fue lanzado en dos versiones, coreano por EXO-K y mandarín por EXO-M.  Este es el lanzamiento final de los exmiembros Kris y Luhan antes de que dejaran el grupo y presentaran demandas contra S.M. Entertainment solicitando la cancelación de su contrato. 
Llegó a 660.000+ pedidos antes de su lanzamiento, lo que es el miniálbum más pre-ordenado en la historia.

## Antecedentes y lanzamiento
El 15 de abril de 2014, fue revelado que EXO haría su regreso con un EP titulado Overdose. El EP fue pensado para ser lanzado el 21 de abril de 2014, pero su lanzamiento afue pospuesto debido al hundimiento de Sewol el 16 de abril. El álbum fue lanzado más adelante el 7 de mayo de 2014. El 15 de mayo de 2014, el líder de EXO-M Kris presentó una demanda contra S.M. Entertainment para cancelar su contrato alegando a la compañía la violación de los derechos humanos y su salud desatendida.
La edición coreana se posicionó en el número dos en Billboard's World Albums Chart y número ciento veintinueve en los Billboard 200, eso hizo a EXO el grupo masculino coreano con los gráficos más altos en Billboard 200.

## Promociones
Antes del lanzamiento de Overdose, EXO hicieron sus promociones con un escaparate en el Jamsil Arena de Seúl el 15 de abril. Del 1 al 9 de abril hicieron un concurso patrocinado por Samsung permitió a fanáticos para entrar y ganar entradas para asistir al escaparate. Los miembros del grupo promocionaron en Corea del Sur y China separados en los respectivos subgrupos. El 24 de mayo y 25 de 2014, celebraron su primer concierto solista titulado «EXO FROM EXOPLANET #1 - THE LOST PLANET». Según varios informes de prensa, las entradas se agotaron en 1,47 segundos.

## Lista de canciones
※ Las canciones marcadas en negrita son nuevas pistas añadidas al álbum.
Los créditos son adaptados de la página oficial de SM Town.

| Versión coreana |                          |                       |          |  |
| N.º             | Título                   | Letras                | Duración |  |
| 1.              | «중독 (Overdose)»        | Kenzie, The Underdogs | 3:25     |  |
| 2.              | «월광 (Moonlight)»       | Seo Ji-eum            | 4:26     |  |
| 3.              | «Thunder»                | Jeon Gan-di           | 3:13     |  |
| 4.              | «Run»                    | Seo Ji-eum            | 3:37     |  |
| 5.              | «Love, Love, Love»       | Seo Ji-eum            | 3:55     |  |
| 6.              | «Overdose (versión EXO)» | Kenzie, The Underdogs | 3:55     |  |

| Versión china |                             |                                                              |          |  |
| N.º           | Título                      | Letras                                                       | Duración |  |
| 1.            | «上瘾 (Overdose)»           | 黄貞穎 Annakid, The Underdogs                                | 3:25     |  |
| 2.            | «月光 (Moonlight)»          | 林欣晔                                                       | 4:26     |  |
| 3.            | «雷电 (Thunder)»            | 林欣晔, Will Simms, Hiten Bharadia, Raphaella Mazaheri-Asadi | 3:13     |  |
| 4.            | «奔跑 (Run)»                | Zhou Mi                                                      | 3:37     |  |
| 5.            | «梦中梦 (Love, Love, Love)» | 黄貞穎 Annakid                                               | 3:55     |  |
| 6.            | «Overdose (versión EXO)»    | 黄貞穎 Annakid, The Underdogs                                | 3:55     |  |

## Gráficos
| South Korea Gaon Weekly Albums Chart      | 1   | 2  |
| South Korea Gaon Monthly Albums Chart     | 1   | 2  |
| South Korea Gaon 2014 Yearly Albums Chart | 1   | 2  |
| South Korea Gaon 2015 Yearly Albums Chart | 93  | —  |
| Japan Oricon Weekly Albums Chart          | 3   | 5  |
| Japan Oricon Monthly Albums Chart         | 11  | 19 |
| US Billboard World Albums Chart           | 2   | 5  |
| US Billboard Heatseekers Albums           | 1   | —  |
| US Billboard 200                          | 129 | —  |

## Premios y nominaciones
| Premios                      | Trabajo nominado | Categoría                            | Resultado |
| ---------------------------- | ---------------- | ------------------------------------ | --------- |
| Golden Disk Awards           | Overdose         | Disk Bonsang                         | Ganador   |
| Golden Disk Awards           | Overdose         | Disk Daesang                         | Ganador   |
| Golden Disk Awards           | Overdose         | Digital Bonsang                      | Nominado  |
| MelOn Music Awards           | Overdose         | Álbum del Año                        | Nominado  |
| Mnet Asian Music Awards      | Overdose         | UnionPay Canción del Año             | Nominado  |
| Mnet Asian Music Awards      | Overdose         | UnionPay Álbum del Año               | Ganador   |
| Gaon Chart K-Pop Awards      | Overdose         | Artista del Año(Álbum) - 2nd Quarter | Ganador   |
| SBS Awards Festival          | Overdose         | Mejor Álbum                          | Ganador   |
| 8th Miguhui Awards           | Overdose         | Mejor Actuación                      | Ganador   |
| 2014 Bugs Music Awards       | Overdose         | Top 10 Álbumes                       | Ganador   |
| 3rd YinYueTai V-Chart Awards | Overdose         | Álbum del Año — Corea                | Ganador   |

### Premios de programas musicales
| Fecha              | Programa             | Canción                   |
| ------------------ | -------------------- | ------------------------- |
| 14 de mayo de 2014 | Show Champion        | «중독 (Overdose)» (EXO-K) |
| 15 de mayo de 2014 | M! Countdown         | «중독 (Overdose)» (EXO-K) |
| 22 de mayo de 2014 | M! Countdown         | «중독 (Overdose)» (EXO-K) |
| 16 de mayo de 2014 | Music Bank           | «중독 (Overdose)» (EXO-K) |
| 23 de mayo de 2014 | Music Bank           | «중독 (Overdose)» (EXO-K) |
| 17 de mayo de 2014 | Show! Music Core     | «중독 (Overdose)» (EXO-K) |
| 24 de mayo de 2014 | Show! Music Core     | «중독 (Overdose)» (EXO-K) |
| 18 de mayo de 2014 | Inkigayo             | «중독 (Overdose)» (EXO-K) |
| 25 de mayo de 2014 | Inkigayo             | «중독 (Overdose)» (EXO-K) |
| 1 de junio de 2014 | Inkigayo             | «중독 (Overdose)» (EXO-K) |
| 10 de mayo de 2014 | Global Chinese Music | «上癮 (Overdose)» (EXO-M) |
| 17 de mayo de 2014 | Global Chinese Music | «上癮 (Overdose)» (EXO-M) |

## Historial de lanzamiento
| Región        | Fecha             | Formato             | Discográfica                |
| ------------- | ----------------- | ------------------- | --------------------------- |
| Todo el mundo | 7 de mayo de 2014 | CD Descarga musical | S.M. Entertainment          |
| Corea del Sur | 7 de mayo de 2014 | CD Descarga musical | S.M. Entertainment KT Music |

## Ventas
| Gráficos             | Ventas                     |
| -------------------- | -------------------------- |
| Japón (Oricon)       | 15 000+ (Versión china)    |
| Japón (Oricon)       | 37 000+ (Versión coreana)  |
| Corea del Sur (Gaon) | 283 039+ (Versión china)   |
| Corea del Sur (Gaon) | 400 092+ (Versión coreana) |